# Serichonus gracilipes
Serichonus gracilipes är en brakvedsväxtart som först beskrevs av Friedrich Ludwig Diels, och fick sitt nu gällande namn av K.R.Thiele. Serichonus gracilipes ingår i släktet Serichonus och familjen brakvedsväxter. Inga underarter finns listade i Catalogue of Life.